# Troxochrota
Troxochrota este un gen de păianjeni din familia Linyphiidae.
Cladograma conform Catalogue of Life:
| Troxochrota | \| \| Troxochrota kashmirica \| \| \| \| \| \| Troxochrota scabra \| \| \| \| |
|             | \| \| Troxochrota kashmirica \| \| \| \| \| \| Troxochrota scabra \| \| \| \| |
|             | Troxochrota kashmirica                                                        |
|             |                                                                               |
|             | Troxochrota scabra                                                            |
|             |                                                                               |